# Савіцька Оксана Михайлівна
Оксана Михайлівна Савіцька — (нар. 12 грудня 1974, м. Пустомити, Львівська область, УРСР) — українська бандуристка, солістка Львівської філармонії, лауреат всеукраїнських та міжнародних конкурсів, член національної спілки кобзарів України.

## Життєпис
З 1990 року навчалася у Львівському музичному училищі імені С. Людкевича (клас бандури Н. П. Якимець) і вже після третього курсу вступила у Львівську державну консерваторію імені Миколи Лисенка (клас бандури В. Я. Герасименка та клас вокалу Т. С. Дідик). Почала свою концертну діяльність і в 1995 стала лауреатом Міжнародного конкурсу виконавців на народних інструментах. За відмінне навчання та концертну діяльність була удостоєна стипендії Президента України.
У 1998 році закінчила з відзнакою Львівську консерваторію і стала працювати солісткою-бандуристкою Львівської філармонії, де працює і тепер. Брала участь у фестивалях: Другому фестивалі бандурної музики (Перемишль, Польща, 1996), Першому інтернаціональному фестивалі народної музики (Сан-Ремо, Італія, 1998), фестивалі «Схід-захід» (Зелена-Гура, Польща, 2000), інтернаціональному фестивалі народної музики (Ланголлен, Велика Британія, 2006), а також фестивалях кобзарського мистецтва імені Ю. Сінгалевича (м. Львів. Україна, 1999, 2001, 2005, 2006). Деякі твори виконує іноземними мовами — італійською, французькою, німецькою, іспанською.
У 2007 році стала лауреатом І Всеукраїнського фестивалю-конкурсу традицій Холмщини і Підляшшя. Далі виступала у гастрольних поїздках в Австрії, Нідерландах, Бельгії, Франції, Великій Британії, Італії, Німеччині, Швейцарії, Данії, Угорщині, Польщі, Югославії, Чехії. Закордонна преса відзначала надзвичайний артистизм співачки, емоційність і красивий потужний голос (з оксамитовою окраскою альт) та досконале володіння бандурою.
Репертуар бандуристки багатий і різноманітний: твори класиків, українських та закордонних композиторів, але основу складають українські народні пісні. Виступала на лекціях-концертах кобзарознавця Б. Жеплинського.